# Engenharia romana

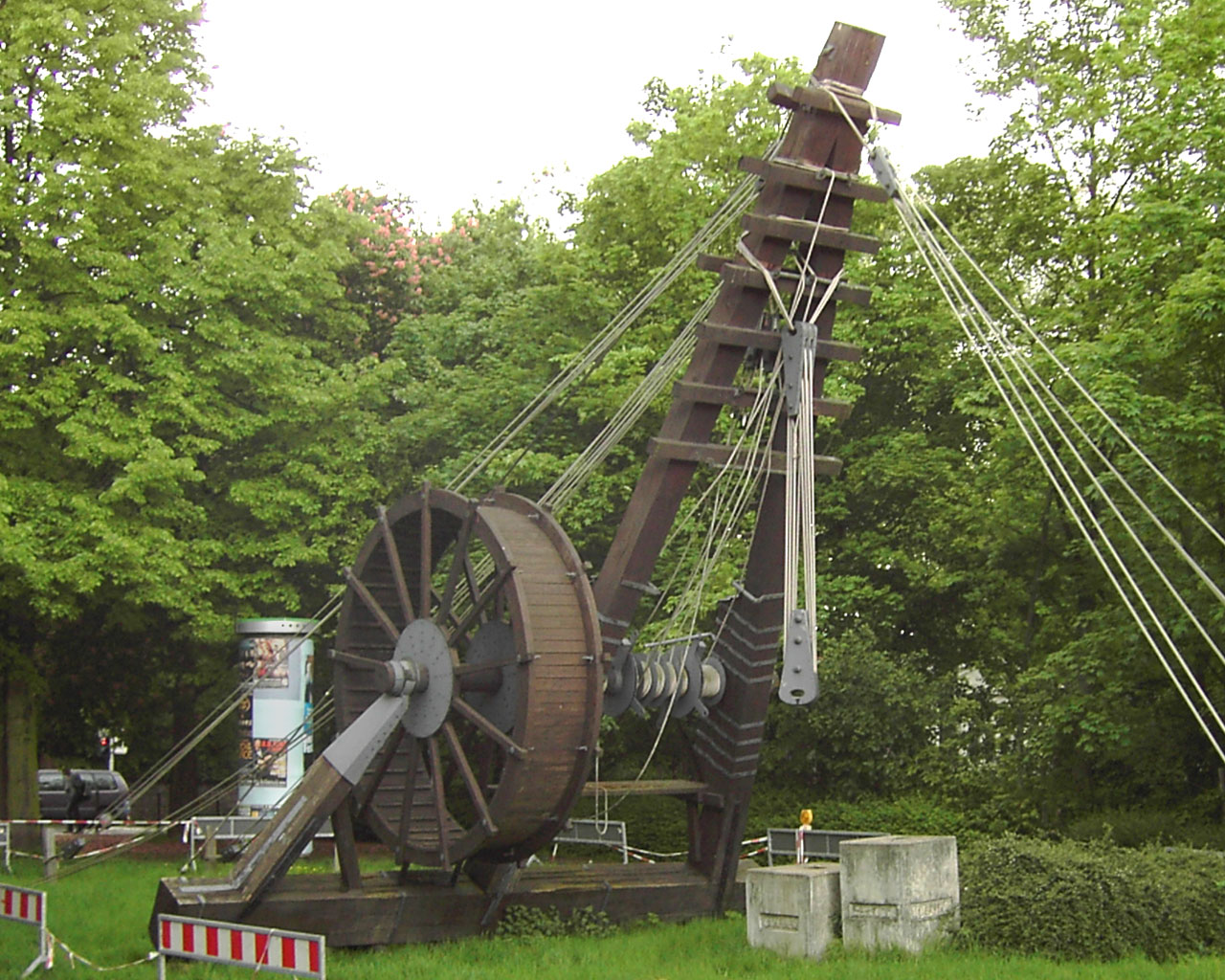
Reconstrução de um guindaste romano de 10,4m de altura na Alemanha

Os antigos romanos são famosos por suas avançadas conquistas em engenharia, embora algumas de suas invenções fossem melhorias de ideias, conceitos e invenções mais antigas. A tecnologia para prover água corrente às cidades foi desenvolvida no Oriente, mas transformada pelos romanos em uma tecnologia inconcebível na Grécia Antiga. A arquitetura usada em Roma foi fortemente influenciada por fontes gregas e etruscas.
As estradas eram comuns naquele tempo, mas os romanos aperfeiçoaram seu projeto e construção de tal forma que muitas de suas estradas estão ainda em uso atualmente. Suas conquistas ultrapassaram a maioria das civilizações de seu tempo, e muitas de suas estruturas resistiram ao teste do tempo para inspirar outros, especialmente durante o Renascimento. Além disso, suas construções foram descritas em detalhes por autores como Vitrúvio, Frontino e Plínio, o Velho, de forma que existem registros escritos de suas muitas invenções e conquistas.

## Aquedutos
Roma tinha seu suprimento de água garantido por 14 diferentes aquedutos que traziam 10 mil metros cúbicos de água ao dia. O consumo de água per capita da Roma Antiga era equivalente à de cidades modernas como Nova Iorque ou a Roma moderna. A maior parte da água era destinada a uso público em termas e esgotos. A obra De aquaeductu , escrita por Frontino em dois volumes, é o tratado definitivo sobre aquedutos romanos do século I.
Os aquedutos podiam medir de 10 a 100 quilômetros de comprimento e em geral desciam de uma elevação de 300 metros acima do nível do mar na fonte até 100 metros quando atingiam os reservatórios próximos à cidade. Os engenheiros romanos usavam um sifão invertido para mover a água através de um vale caso julgassem pouco prático construir um aqueduto elevado. As legiões romanas foram muitas vezes responsáveis pela construção de aquedutos. A manutenção era frequentemente feita por escravos.
Os romanos estavam entre as primeiras civilizações a usar a energia da água. Eles construíram algumas das primeiras rodas de água fora da Grécia pra moer grãos e difundiram a tecnologia para construção de rodas de água em torno do Mediterrâneo. Um exemplo famoso ocorre em Barbegal no sul da França, onde não menos de 16 rodas de água construídas ao lado de uma colina são movidas por um único aqueduto, com a saída de um alimentando a roda abaixo numa cascata.
Eles também eram habilidosos em mineração, construindo aquedutos para mover os equipamentos usados na extração de minérios, por exemplo, mineração hidráulica, e construindo reservatórios para armazenar a água necessária na mina. É sabido que eles eram também capazes de construir e operar equipamentos de mineração tais como moedores e secadores. Rodas verticais de grande diâmetro da época romana, para elevação de água, tem sido escavadas na minas do rio Tinto no sudoeste da Espanha. Elas eram usadas na exploração de ouro tais como aquelas de Dolaucothi no sudoeste do País de Gales e no noroeste da Espanha, uma região onde a mineração de ouro atingiu larga escala no início do século I, tal como em Las Médulas.

## Pontes

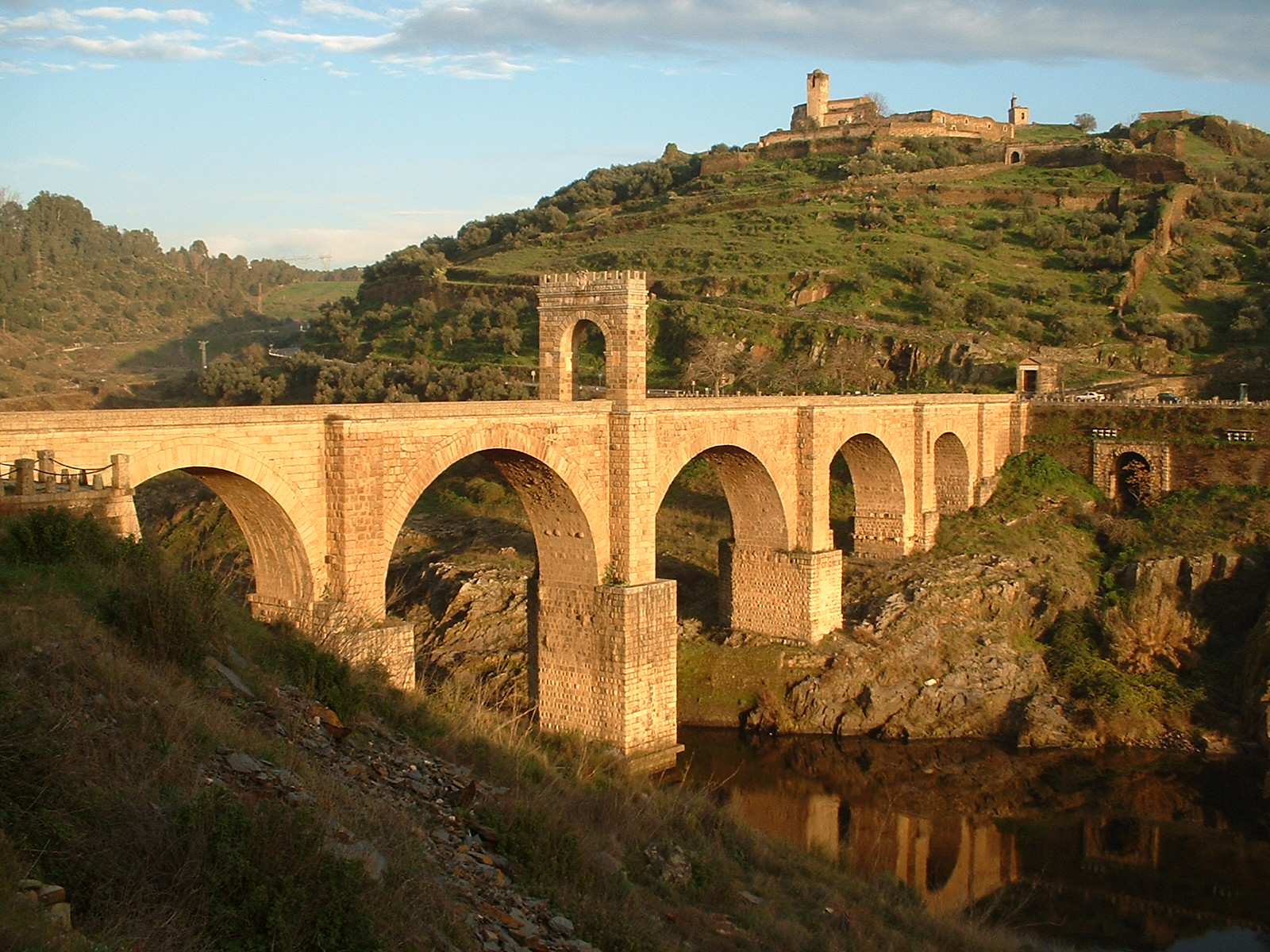
Ponte de Alcántara, Espanha

As pontes romanas estavam entre as primeiras grandes estruturas e as maiores pontes já construídas. Elas eram construídas com pedras, empregando o arco como estrutura básica. A maioria usava também concreto.  Construída no ano 124 a.C., a Ponte Emília, mais tarde denominada Ponte Rotto (Ponte Quebrada) é a mais antiga ponte romana de pedra em Roma, Itália.
A maior ponte romana foi a ponte de Trajano sobre o rio Danúbio, construída por Apolodoro de Damasco, que durou mais de mil anos; a mais longa ponte construída tanto em termos de comprimento quanto de vão aberto.  Era normalmente ao menos 18 metros acima da água.
Como exemplos de ponte militar temporária temos as duas Pontes de César sobre o Danúbio.

## Represas
Os romanos construíram muitas represas para coleta de água, tais como as de Subiaco, duas das quais alimentavam Água Ânio Novo, o maior aqueduto que fornecia água a Roma. As Represas de Subiaco eram conhecidas como as maiores feitas até sua época. Eles construíram represas na Hispânia, tais como as de Mérida, e muitas outras pelo império. Num local, Montefurado na Galiza, aparentemente eles tiveram que construir uma represa no rio Sil para expor depósitos aluviais de ouro no leito do rio. O local é próximo da espetacular mina de ouro de Las Médulas.
Muitas represas de terra são conhecidas na Britânia, incluindo um bem preservado exemplo na Lanchester romana, Longovício, onde pode ter sido usado em escala industrial no processo metalúrgico conhecido como fundição, a julgar pelos montes de material vitrificado que seria refugo de fundição encontrados nesse sítio ao norte da Inglaterra. Tanques para armazenamento de água eram também comuns ao longo dos aquedutos, e vários exemplos são conhecidos em apenas um sítio, as minas de ouro de Dolaucothi no oeste do País de Gales. Represas de alvenaria eram comuns no Norte da África para prover água dos uádi para muitos assentamentos.

## Arquitetura
Os edifícios e a arquitetura da Roma Antiga eram impressionantes, mesmo pelos padrões atuais. o Circo Máximo, por exemplo, era grande o suficiente para ser usado com estádio. O Coliseu também provê um exemplo da arquitetura romana em seu melhor. Um dos muitos estádios construídos pelos romanos, o Coliseu exibe as arcadas e curvas comumente associadas aos edifícios romanos.
O Panteão em Roma ainda hoje é um monumento e tumba. As termas de Termas de Diocleciano e as Termas de Caracala são notáveis por seu estado de conservação, o último ainda com sua cúpula intacta. Esses edifícios para grandes públicos eram copiados em muitas capitais provinciais e cidades através do império, e os princípios gerais por trás de seu projeto e construção foram descritos por Vitrúvio em sua monumental obra De architectura.
A tecnologia desenvolvida para as termas era impressionante, especialmente a disseminação do uso do hipocausto como um dos primeiros tipos de calefação desenvolvidos no mundo. A invenção foi usada não só em grandes edifícios públicos, mas também em edificações privadas tais como as muitas vilas romanas através do império.

## Rodovias
As estradas romanas eram construídas para resistir a inundações e outros riscos ambientais. Algumas estradas romanas ainda estão em uso atualmente.
Há muitas variações de uma estrada romana padrão. A maioria das estradas de alta qualidade eram construídas com cinco camadas. A camada inferior, chamada de pavimentum, tinha aproximadamente 2,5 centímetros de espessura e era feita de argamassa. Acimas dessa, havia quatro estratos de alvenaria. A camada diretamente acima do pavimentum era chamada de statumen. Tinha cerca de 30 centímetros de espessura, e era feita de pedras junto com cimento ou argila.
Acima dessa camada, havia o rudens, que rea feito de cerca de 25 centímetros de concreto. A camada seguinte, o nucleus, era feito de 30 a 45 centímetros de camadas espalhadas de concreto.

Diagrama de construção de estrada romana

Acima do rudens vinha a summa crusta, lajes poligonais de 30 centímetros a um metro de diâmetro, vinte a 30 centímetros de espessura. A superfície final era feita de concreto ou sílex polido.
Geralmente quando uma estrada encontrava um obstáculo, os romanos preferiam uma solução de engenharia para em vez de contornar o obstáculo. Pontes eram construídas sobre todos os tamanhos de cursos de água, terrenos pantanosos eram cruzados por rodovias com fundações mais firmes, e montanhas era frequentemente cortadas ou cruzadas por túneis em vez de contornados. Os túneis eram construídos com blocos quadrados de sólida rocha.

## Mineração

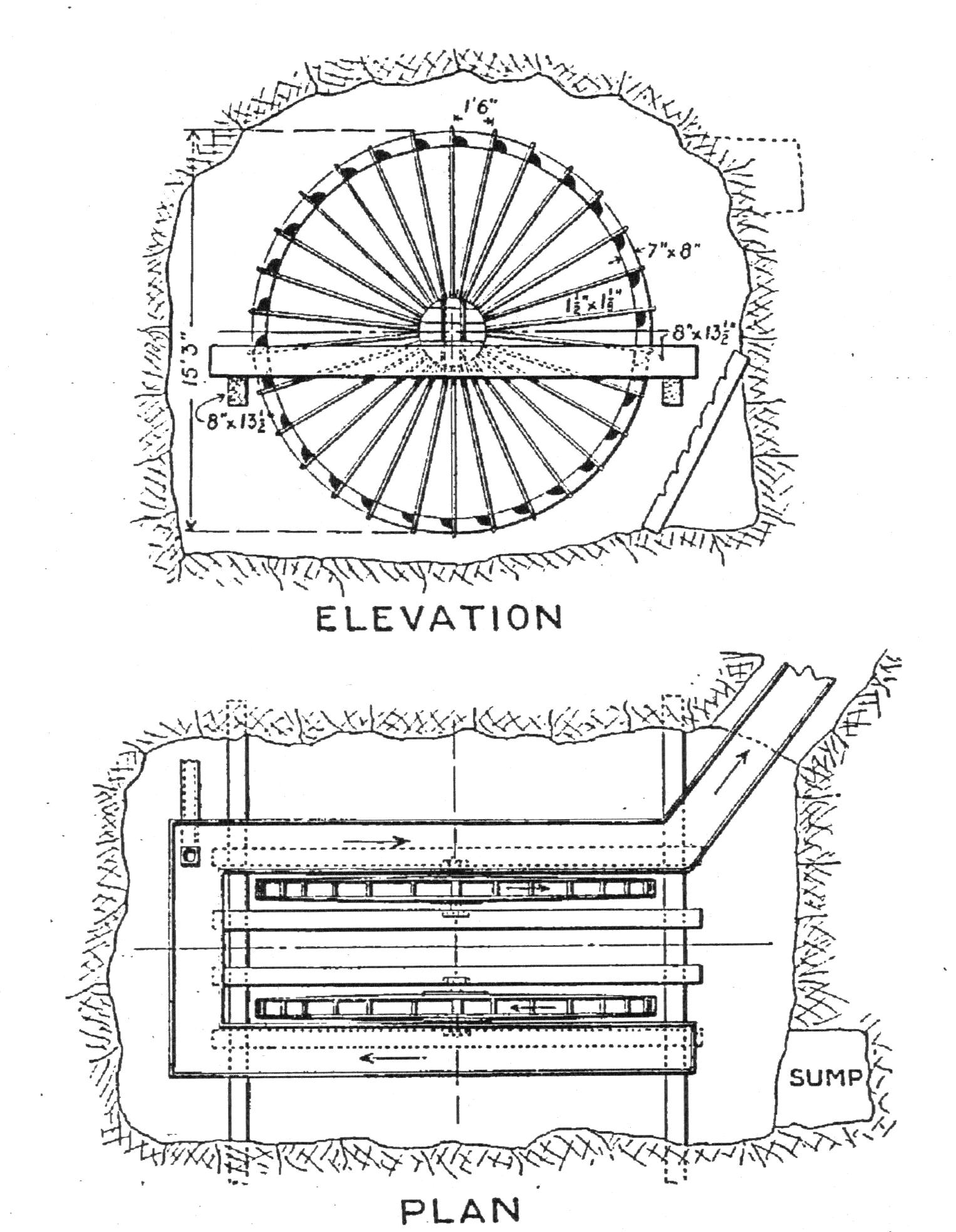
Roda de drenagem das minas do rio Tinto

Os romanos foram os primeiros a explorar depósitos minerais usando tecnologia avançada, especialmente o uso de aquedutos para trazer água de grandes distâncias para auxiliar operações na boca da mina. Sua tecnologia é mais visível em sítios na Britânia, tais como Dolaucothi onde eles exploraram depósitos de ouro com ao menos cinco longo aquedutos de rios e curso de água adjacentes. Eles usavam a água para explorar o minério com jato de água em um tanque para tirar a terra e assim revelar o leito de rocha e deixar os veios expostos. Eles usavam o mesmo método (conhecido como "hushing") para remover restos de rocha, e então resfriar rochas quentes enfraquecidas por "fire-setting".
Tais métodos poderiam ser muito eficazes na mineração a céu aberto, mas "fire-setting" era muito perigoso quando usando em trabalhos subterrâneos. Eles foram redundantes com a introdução de explosivos, embora a mineração hidráulica ainda seja usada com minérios finos em aluviões. Eles também foram usados para produzir um suprimento controlado para lavar minério esmagado. É muito provável que eles também tenham desenvolvido "stamp mill" movidos a água para moer minérios rígidos, os quase podiam ser lavados para coletar o pesado pó de ouro.
Em minas de aluvião, eles aplicaram métodos de mineração hidráulica em grande escala, tal com Las Médulas no noroeste da Espanha. Restos de tanques e aquedutos podem ser encontrados em muitas outras minas romanas. Os métodos são descritos em detalhes por Plínio, o Velho em sua História Natural.
Ele também descreveu mineração subterrânea profunda, e mencionou a necessidade de drenar a área de trabalho usando "reverse overshot water-wheels"e e exemplos reais podem ser encontrados em muitas minas romanas expostas durante tentativas posteriores de mineração. As minas de cobre do rio Tinto foram uma fonte de tais artefatos, onde um conjunto de 16 unidades foi encontrado nos anos 1920. Eles também usaram parafuso de Arquimedes para remover água de forma similar.

## Engenharia militar
A engenharia era também institucionalmente ligada aos militares romanos, que construíram fortificações, campos, rodovias, rampas, paliçadas e equipamentos de cerco, entre outros. Um dos mais notáveis exemplos de construção militar de pontes no Império Romano foram as pontes de Júlio César sobre o rio Reno. A primeira delas foi construída em apenas dez dias por uma dedicada equipe de engenheiros. Seus feitos na Campanha dácia de Trajano no século II são recordados na Coluna de Trajano em Roma.
O exército também estava altamente envolvido na mineração de ouro e provavelmente construiu um complexo de dutos e cisternas para a mina de Dolaucothi em Gales logo após a conquista da região no ano 75 d.C.

## Tecnologia da energia

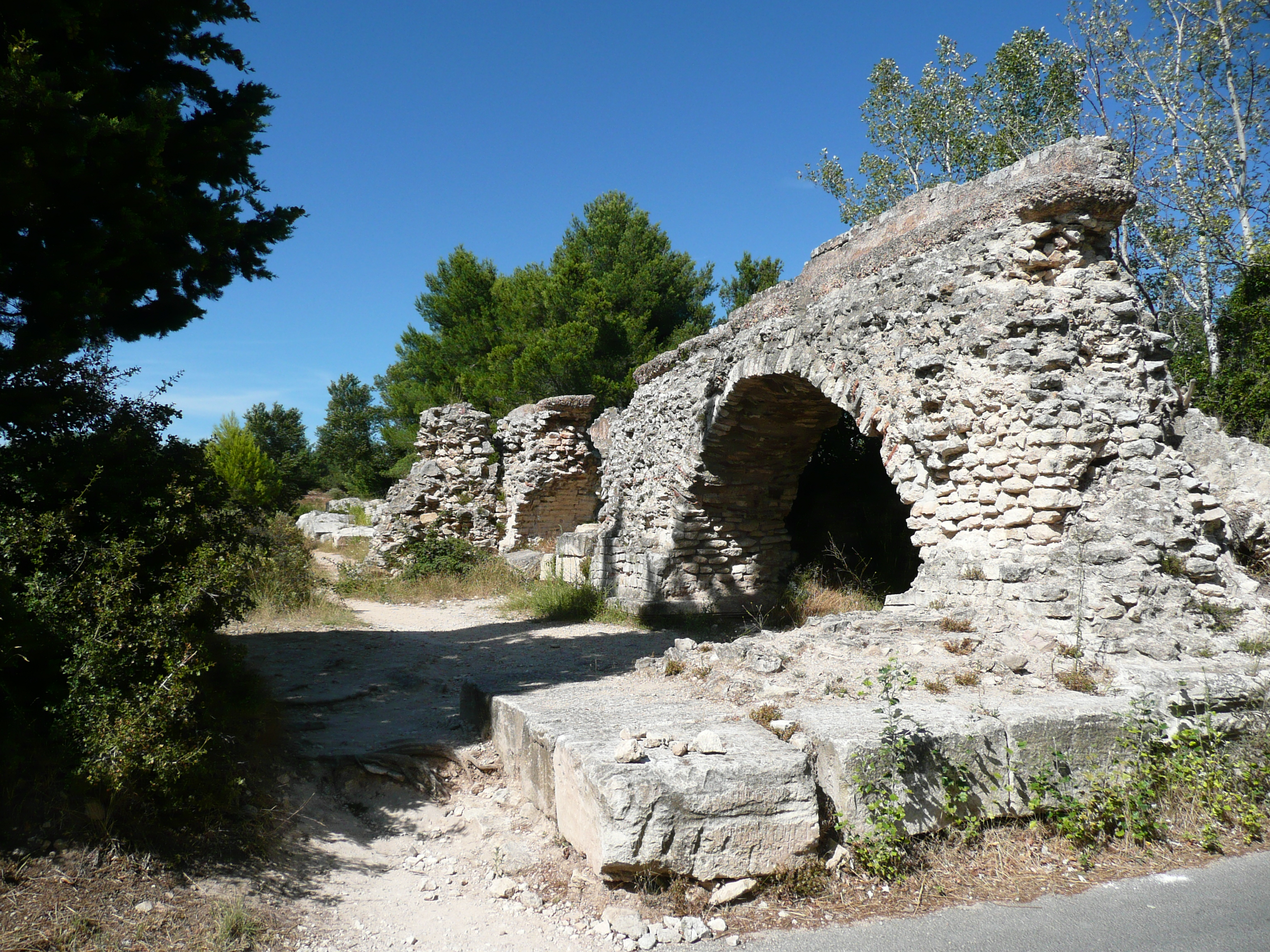
Aqueduto de Arles

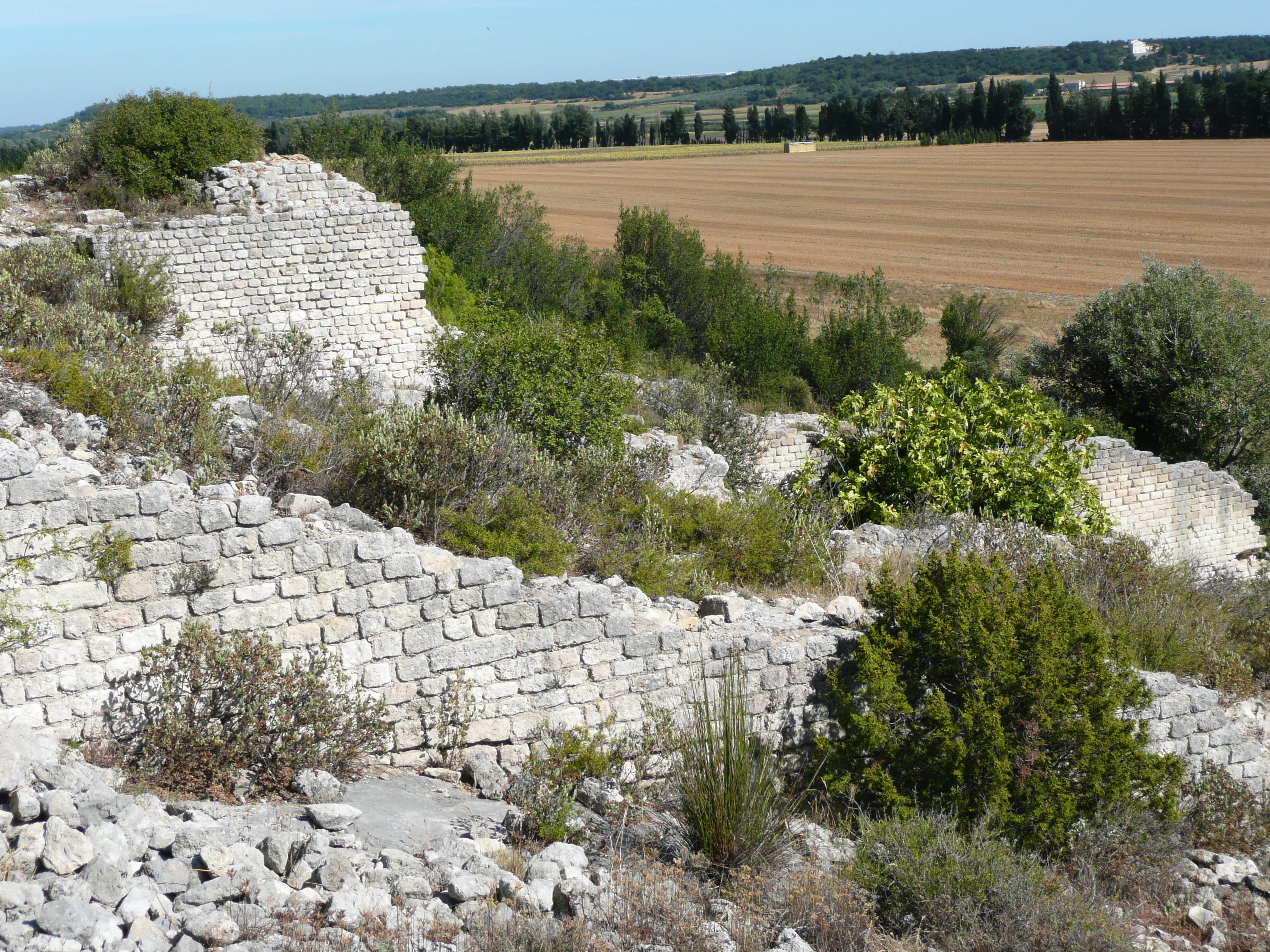
Moinhos abaixo do aqueduto

A tecnologia de rodas de água foi desenvolvida em alto nível no período romano, um fato atestado por Vitrúvio e Plínio, o Velho em De architectura e História Natural, respectivamente. O maior complexo de rodas de água está em Barbegal, próximo a Arles (França), onde o sítio foi alimentado por um canal do aqueduto principal que alimentava a cidade. É estimado que o sítio era formado por 16 rodas de água separadas dispostas em linhas paralelas abaixo da colina. O fluxo de saída de uma roda tornava-se a entrada da roda seguinte abaixo para mover um moinho de farinha. Há dois aquedutos que se juntam ao norte do complexo, e um canal com comporta que possibilitava aos operadores controlar o fluxo de água ao complexo. Ainda existem substanciais resíduos de alvenaria do canal de água e das fundações dos moinhos individuais, junto com degraus morro acima. Os moinhos aparentemente operaram desde o final do século I até o final do III.   A capacidade dos moinhos tem sido estimada em 4,5 toneladas de farinha por dia, suficiente para alimentar com pão os 12500 habitantes da cidade de Arelate naquele tempo.

Esquema de uma serraria romana em Hierápolis

A serraria de Hierápolis (Ásia Menor), na atual Turquia, data da segunda metade do século III. É a mais antiga máquina a combinar uma manivela com uma biela.
A roda de água é mostrada num relevo no sarcófago de Marco Aurélio Amiano, um moleiro local.